# 1946 en Belgique
Chronologie de la Belgique
- 1942
- 1943
- 1944
- 1945
- 1946
- 1947
- 1948
- 1949
- 1950

Cette page recense des événements qui se sont produits durant l'année 1946 en Belgique.

## Chronologie
- 17 février : élections législatives. 92 sièges reviennent aux sociaux-chrétiens, 69 aux socialistes, 23 aux communistes, 17 aux libéraux et 1 à l'UDB[1],[2].
- 13 mars : installation du gouvernement Spaak II[1], gouvernement socialiste.
- Nuit du 15 au 16 mars : des militants belgicains dynamitent la Tour de l'Yser, monument du mouvement flamand[3],[4].
- 20 mars : chute du gouvernement Spaak II.
- 31 mars : installation du gouvernement Van Acker III[1] rassemblant socialistes, communistes et libéraux.
- 11-12 mai : le Congrès national wallon réuni à Charleroi propose l'idée d'un État fédéral composé de la Wallonie, de la Flandre et de Bruxelles, ville fédérale[3],[5].
- 23 juin : protocole belgo-italien. Cet accord dispose que « pour tous les travailleurs italiens qui descendront dans les mines en Belgique, 200 kilos de charbon par jour et par homme seront livrés à l’Italie »[6].
- 1er juillet : le prix du charbon passe de 320 à 480 francs la tonne. Des subsides sont accordés aux charbonnages, déficitaires[7].
- 9 juillet : chute du gouvernement Van Acker III.
- 30 juillet : fondation de la Sobelair, compagnie aérienne charter.
- 3 août : installation du gouvernement Huysmans[1] rassemblant socialistes, communistes et libéraux.
- 9 août : libération du prix du tabac[8].
- 1er décembre : libération des prix dans le secteur du textile[9].

## Culture

### Bande dessinée
- 26 septembre : première parution du Journal de Tintin. Fondation des Éditions du Lombard.
- Jeunes Ailes, album de Jijé.

### Cinéma
- Le Monde de Paul Delvaux, court métrage d'Henri Storck.
- Le Pèlerin de l'enfer, d'Henri Schneider.
- Thanasse et Casimir, de René Picolo.

### Littérature
- Prix Victor-Rossel : Max Defleur, Le Ranchaud.
- Le Cercle des Mahé et Trois chambres à Manhattan, romans de Georges Simenon.
- Châteaux d'enfance, recueil de Noël Ruet[10].
- Grand Combat, recueil d'Edmond Vandercammen[11].
- Ici, Poddema, recueil d'Henri Michaux[12].

## Sciences
- Prix Francqui :
  - François Louis Ganshof (histoire, RUG)[13].
  - Frans van den Dungen (mathématiques, ULB)[14].
  - Marcel Florkin (biochimie, ULg)[15].

## Naissances
- 29 juin : Marc Wasterlain, auteur de bande dessinée.
- 21 juillet : Anne Libert, actrice.

## Décès
- 31 mai : Lucien Beauduin, sénateur et industriel (° 20 mai 1869).